# På ärans fält
På ärans fält (engelska: The Real Glory) är en amerikansk långfilm från 1939 i regi av Henry Hathaway, med Gary Cooper, David Niven, Andrea Leeds och Reginald Owen i rollerna. Filmen bygger på romanen The Real Glory av Charles L. Clifford

## Handling
Under Moroupproret under det filippinsk-amerikanska kriget på Filippinerna 1906 får en handfull officer, bland dem Dr. Bill Canavan (Gary Cooper) och Löjtnant Terence McCool (David Niven), i uppgift att träna invånarna att ta över beskyddandet av folket. Ledaren för upproret, Alipang (Tetsu Komai), börjar skicka ut män för att mörda officerarna och att få dem att anfalla innan de har tränat sina soldater färdigt.

## Rollista
| Gary Cooper        | – Dr. Bill Canavan     |
| David Niven        | – Lt. Terence McCool   |
| Andrea Leeds       | – Linda Hartley        |
| Reginald Owen      | – Capt. Steve Hartley  |
| Broderick Crawford | – Lt. Larson           |
| Kay Johnson        | – Mrs. Mabel Manning   |
| Russell Hicks      | – Capt. George Manning |
| Vladimir Sokoloff  | – The Datu             |
| Benny Inocencio    | – Miguel               |
| Charles Waldron    | – Padre Rafael         |
| Rudy Robles        | – Lt. Yabo             |
| Tetsu Komai        | – Alipang              |
| Roy Gordon         | – Col. Hatch           |
| Henry Kolker       | – The General          |

## Produktion
Enligt studions reklam var filmen med 200 dagars arbete och $2 miljoner dollar i budget dyrare och längre än konflikten den bygger på. Man använde 20 000 myror för en scen där en soldat blir uppäten av de små djuren; i den europeiska versionen var detta en stuntman, i den amerikanska en docka.
Filmen spelades in i Kalifornien, bland annat vid Kernfloden. Man byggde en damm som man senare sprängde vid Hunt-Salto Canyon, men det man spelade in vid sprängningen kunde inte användas och man fick till en kostnad av $10 000 bygga upp dammen och försöka igen.